# Hermann Florstedt
Hermann Florstedt (Bitche, 18 februari 1895 – Buchenwald, 15 april 1945) was de derde kampcommandant van vernietigingskamp Majdanek tijdens de Tweede Wereldoorlog.

## Levensloop
In zijn vroege jaren diende Florstedt ook al in het Duitse leger. In de Eerste Wereldoorlog werd hij aan het oostfront gevangengenomen. Tijdens deze oorlog verdiende hij een IJzeren Kruis. Na de oorlog mocht hij terugkeren naar Duitsland, omdat hij met een Russische vrouw een kind had gekregen. Zijn zoon Walter werd in Duitsland door zijn grootouders verzorgd, terwijl Florstedt terug op Duitse bodem trouwde met een Duitse.
In 1931 trad Florstedt toe tot de NSDAP en Sturmabteilung. Enkele weken later verruilde hij de SA echter voor de SS. Voordat de Tweede Wereldoorlog aanbrak, had Florstedt de rang van SS-Standartenführer al bereikt. In 1939 werd hij lid van de Waffen-SS en nog in datzelfde jaar ging hij werken in Buchenwald. Vanaf juli 1940 fungeerde hij als Schutzhaftlagerführer in Sachsenhausen, hetgeen hij ruim twee jaar deed. In november 1942 werd hij echter aangesteld als kampcommandant van het vernietigingskamp Majdanek, nabij Lublin. Hij verving Max Koegel en bleef tot begin oktober 1943 deze functie bekleden. Vanaf dat moment werd hij weer ingezet als Schutzhaftlagerführer, ditmaal in Auschwitz.
Florstedt werd op 20 oktober 1943 na onderzoek opgepakt en aangeklaagd wegens een corruptieaffaire die zich afspeelde rondom Karl Koch, commandant van Buchenwald. Het SS-Gerecht achtte Florstedt schuldig en hij werd veroordeeld tot de dood. De vermoedelijke executiedatum was 15 april 1945.

## Militaire loopbaan
- SS-Untersturmführer: 9 november 1933[2]
- SS-Obersturmführer: overgeslagen[2]
- SS-Hauptsturmführer: 1 april 1934[2]
- SS-Sturmbannführer: 9 juni 1934[2]
- SS-Obersturmbannführer: 20 april 1935[2]
- SS-Standartenführer:  20 april 1938

## Lidmaatschapsnummers
- NSDAP-nr.: 488 573[2]
- SS-nr.: 8660[2] (lid geworden in mei 1931)

## Decoraties
- IJzeren Kruis 1939, 1e en 2e Klasse[2]
- Ehrendegen des Reichsführers-SS
- SS-Ehrenring[2]
- Sportinsigne van de SA in brons[2]